# Ministrowie budownictwa i samorządu lokalnego Wielkiej Brytanii
Urząd ministra budownictwa i samorządu lokalnego (en. Minister of Housing and Local Government) powstał w 1950 r. i przejął część kompetencji ministerstwa zdrowia. Przetrwał do 1970 r., kiedy to, po połączeniu z ministerstwem transportu, przekształcił się w departament środowiska.

## Lista ministrów budownictwa i samorządu lokalnego
- 1950 – 1951 : Hugh Dalton
- 1951 – 1954 : Harold Macmillan
- 1954 – 1957 : Duncan Sandys
- 1957 – 1961 : Henry Brooke
- 1961 – 1962 : Charles Hill
- 1962 – 1964 : Keith Joseph
- 1964 – 1966 : Richard Crossman
- 1966 – 1969 : Anthony Greenwood
- 1969 – 1970 : Anthony Crosland
- 1970 – 1970 : Bob Mellish